# Mezoregion przyrodniczo-leśny
Mezoregion przyrodniczo-leśny – podstawowa jednostka regionalizacji przyrodniczo-leśnej.
Kryterium wyróżniania mezoregionów są utwory geologiczne oraz typy krajobrazu naturalnego (typ terenu o swoistej strukturze, wyrażającej się w powiązaniu rzeźby powierzchni ziemi z jej składem litologicznym, stosunkami wodnymi, klimatycznymi, biocenotycznymi, glebowymi oraz gospodarką ludzką). Na obszarze mezoregionu dominują określone naturalne zespoły leśne, mające odrębną strukturę od potencjalnej roślinności naturalnej sąsiednich mezoregionów. Regionalizacja przyrodnicza-leśna Polski z 2010 wydziela 183 mezoregiony, zgrupowane w 8 krain przyrodniczo-leśnych. Do 2010 mezoregiony łączone były w jednostki wyższego rzędu, nazywane dzielnicami przyrodniczo-leśnymi, które z kolei wchodziły w skład krain.